# Maiken Nedergaard
Maiken Nedergaard és una neurocientífica danesa coneguda pel seu descobriment del sistema glimfàtic. És catedràtica als departaments de neurociència i de neurologia del centre mèdic de la Universitat de Rochester. Ocupa una plaça a temps parcial al departament de neurocirurgia del Centre de neuromedicina translacional de la Universitat de Rochester, on és la investigadora principal del laboratori de la unitat d'investigació sobre les patologies glials i el seu tractament. També és professora de biologia de cèl·lules glials al Centre de neuromedicina translational de la Universitat de Copenhaguen.
Nedergaard i els seus col·laboradors han descrit la funció de drenatge dels residus que realitza la circulació del líquid cefalorraquidi (LCR) mentre es dorm i mostrat com aquest sistema glimfàtic pot ser pertorbat per patologies del sistema nerviós central, obrint així noves perspectives terapèutiques.

## Formació
Nedergaard ha estudiat a la Universitat de Copenhaguen, on al 1983 va finalitzar un doctorat en medicina i al 1988 un segon doctorat en ciències. Va continuar la seva formació postdoctoral en neuropatologia / fisiologia a la Universitat de Copenhaguen (1984-1987), i a continuació en neurociència a Weill Cornell Medicine (1987-1988).

## Investigació
L'any 2010, Nedergaard va descobrir el paper de la molècula d'adenosina a l'analgèsic induït per l'acupuntura.
L'any 2013, Nedergaard va descobrir el sistema glimfatic, una xarxa de canals cerebrals destinats a eliminar les toxines amb l'ajuda del líquid cefalorraquidi (LCR). L'ha anomenat el « sistema glimphatic » en motiu de la seva dependència a les cèl·lules glials. Va rebre el premi Newcomb Cleveland 2014 pel seu descobriment
Investigacions posteriors de Nedergaard i els seus col·legues han mostrat que la proteïna del canal hídric de l'aquaporine-4 té un paper crucial a la modulació del flux de LCR entre l'espai perivascular i el interstici cerebral. S'ha demostrat que la disfunció del sistema olímpic altera la cicatrització després d'un traumatisme i accelera l'acumulació de metabòlits tòxics com la beta amiloide, de manera que el sistema olímpic influeix en malalties neurodegeneratives com ara la malaltia d'Alzheimer, la malaltia d'Huntington i la malaltia de Parkinson. També s'ha demostrat que el sistema glimfàtic interacciona amb el sistema limfàtic meningic descobert l'any 2018
El laboratori de Nedergaard concentra les seves investigacions en les interaccions neurona-gli, el sistema glimfàtic, l'evolució dels astròcits, la regulació del flux sanguini cerebral, el dolor crònic i el paper de la gli en els AVC o una lesió de la medul·la espinal.
Nedergaard ha rebut nombrosos premis individuals par les seves contribucions a l'estudi de les interaccions neurona-gli en la salut i en la malaltia.